# Ƅ
La Ƅ ( ƅ minúscula), llamada sexto tono , es una letra adicional que se usó en el alfabeto zhuang mixto desde 1957 hasta 1982. Esta letra Ƅ representa el sexto tono (representado por ˧˧ en el Alfabeto Fonético Internacional). Pero posteriormente fue reemplazada en 1982 por la letra H.

## Codificación
Esta letra tiene las siguientes representaciones en Unicode ( Latin Extended B)
| forma     | representación | Codificacion | descripciones                     |
| --------- | -------------- | ------------ | --------------------------------- |
| Mayúscula | Ƅ              | U+0184       | letra mayúscula latina sexto tono |
| minúscula | ƅ              | U+0185       | letra minúscula latina sexto tono |